# Ригин Скопелски
Свети Ригин Скопелски је хришћански светитељ, заштитник острва Скопелос. По хришћанском предању, Свети Ригин Скопелски је био епископ који је пострадао 362. године.
Православна црква прославља светог Ригина 10. марта (25. фебруара) у непреступној години / 9. марта (25. фебруара) у преступној години. 
Неки од његових остатака се чувају у локалној цркви, али већина моштију се налази у цркви светих Архангела Михаила у Никозији на Кипру.
На Скопелосу постоји манастир Ригина, посвећен светом Ригину.

## Биографија
Рођен у Ливадији, у Беотији, крајем 3. или почетком 4. века, у породици побожних и врлих родитеља који су му помогли да стекне и световно и духовно образовање.
Пратио је рад Првог васељенског сабора, на коме је учествовао његов стриц, епископ Ахила Лариски.
После смрти цара Константина Великог, у царству су завладали његови синови - аријанац Констанције II у Цариграду, а православни Констанс у Риму, што је одржавало напетост између присталица и противника Првог васељенског сабора. Као првак православља, по налогу Ахилеја, стигао је на острво Скопелос са циљем да духовно ојача тамошње становнике, који су тражили да постане њихов епископ.
Забринути због могућности раскола у цркви, Констанције и Констанс су се договорили да сазову Помесни сабор у Сардици (данас Софија) 343. године, на коме је учествовао и свети Регин, који је осудио аријанску јерес.
После Сабора се вратио у Скопелос, али је убрзо нови цар Јулијан Отпадник покренуо прогон хришћана, желећи да поврати обожавање паганских богова. По наређењу цара Констанција, у Скопелос је стигао епарх Хеладе и Спораде, који је одмах призвао светитеља к себи и захтевао од њега да принесе жртву идолима. Светитељ је одбио владареву понуду, показујући храброст и побожност.
25. фебруара 362. године последњи пут је доведен епарху, на чије је захтеве да се одрекне вере у Исуса Христа одговорио ћутањем. Затим је светитељ доведен на стадион – место јавних погубљења – где је подвргнут мучењу и страшним мукама, затим доведен на место звано „Стари мост“, где му је џелат одсекао главу.
Хришћани су ноћу узели светитељево тело и сахранили га у шумарку на брду где је касније саграђен његов гроб.
Потом су мошти светитеља пренете на Кипар. Тек у 19. веку скопелски верници су успели да пронађу неке честице које је на острво вратио капетан Хаџи Константин. Прво су се чували у цркви Јована Крститеља, а затим су пренети у саборну цркву Рођења Христовог у близини пристаништа.
На месту где је некада сахрањен, подигнут је манастир у име светитеља. Почетком 21. века на хиљаде хришћана са оближњих острва долазило је годишње да се поклоне светитељу. Садашњи храм саграђен је 1960-их година. У дворишту манастира налази се саркофаг светог Регина.